# Wirksumme
Die Wirksumme dient der Abschätzung der Korrosionsbeständigkeit einer nickelhaltigen Legierung gegenüber Lochfraß oder Spaltkorrosion. Die Wirksumme ist auch bekannt unter dem Kürzel PRE (Pitting Resistance Equivalent, siehe PREN).
Die Fähigkeit eines Edelstahls oder einer Nickelbasislegierung sich gegen diese Formen der Korrosion zu schützen, hängt von unterschiedlichen Gehalten von Legierungselementen ab. Diese Legierungselemente führen zu einer Passivierung des Metalls und so zu einem Schutz. Ist die Passivschicht nicht ausreichend, so wird das Metall angegriffen und korrodiert.
Um eine Passivschicht aufzubauen, benötigt ein rostfreier Stahl einen Chromgehalt von mindestens 12 Prozent für die Bildung einer stabilen passiven Oberflächenschicht. Hierbei muss der Chromgehalt in der Regel umso höher sein, je mehr an Oxidationsmitteln vorhanden sind.
Nach Chrom ist Molybdän das wichtigste Legierungselement. Die Anteile liegen zwischen 1,6 und 28 Prozent. Molybdän erhöht die Beständigkeit gegen flächig abtragenden Korrosionsangriff in reduzierenden Medien und ist damit für die Säurebeständigkeit von wesentlicher Bedeutung.
Eine ähnliche Bedeutung hat Stickstoff für den Werkstoff.
Die Wirksumme berechnet sich für hochlegierte Edelstähle wie folgt:
WS = %Cr + 3,3 * %Mo + 30 * %N
Je höher die Wirksumme ist, desto beständiger ist der Werkstoff gegenüber Spalt- bzw. Lochfraßkorrosion. Legierungen mit einer Wirksumme von über 33 gelten als meerwasserbeständig.
Beispiel:
U-Boot Stahl mit der Werkstoffnummer 1.3974 und dem Kurznamen X 2 Cr Ni Mn Mo N Nb 23-17-6-3 besteht aus 0,02 % Kohlenstoff, 23 % Chrom, 17 % Nickel, 6 % Mangan, 3 % Molybdän und etwa 0,5 % Stickstoff,
daher hat es eine Wirksumme von 23 + 3,3 * 3 + 30 * 0,5 = 47,9.